# Peter 5. af Portugal
Peter 5. (portugisisk: Dom Pedro V) (16. september 1837 – 11. november 1861) var konge af Portugal fra 1853 til 1861.
Peter var den ældste søn af dronning Maria 2. og hendes anden mand, Ferdinand af Sachsen-Coburg og Gotha. Han døde 24 år gammel under en koleraepidemi og blev efterfulgt af en yngre bror, Ludvig.